# Ota Kosuke (1982)
Kosuke Ota (sinh ngày 26 tháng 10 năm 1982) là một cầu thủ bóng đá người Nhật Bản.

## Sự nghiệp câu lạc bộ
Kosuke Ota đã từng chơi cho Saitama SC, Yokogawa Musashino, FC Machida Zelvia và Zweigen Kanazawa.